# Wolf von Gersum
Wolf von Gersum (* 2. Juni 1925 in Duisburg; † 11. Mai 1985 in Hamburg) war ein deutscher Schauspieler, Regisseur und Intendant.

## Leben

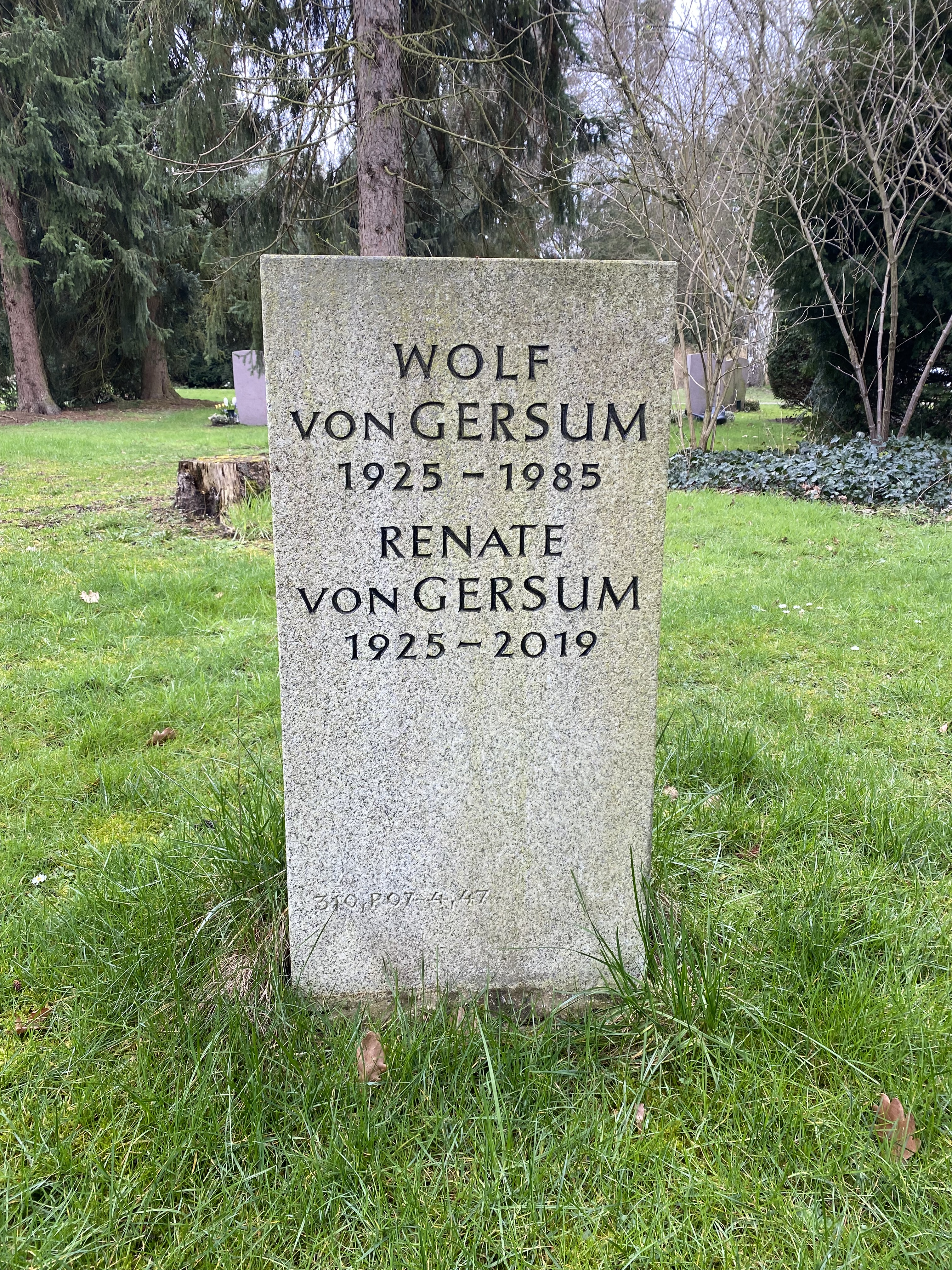
Grabstätte auf dem Friedhof Öjendorf

Gersum erhielt gleich nach dem Krieg seine künstlerische Ausbildung in Berlin und Hamburg, ehe er an die der Volkshochschule Cuxhaven angeschlossene Bühne Das Schauspiel wechselte und dort als Schauspieler wie auch als Regisseur wirkte. 1951 übernahm er von Curt Blachnitzky bis zum Ende desselben Jahrzehnts die Intendanz dieser Spielstätte. Anschließend (1959/60) ging er auf Gastspielreise nach Südamerika und wirkte an den Neuen Kammerspielen von Rio de Janeiro als Schauspieler und Oberspielleiter. Weitere Gastspiele, mal als Regisseur, mal als Schauspieler, führten ihn später (60er, 70er Jahre) unter anderem nach Bielefeld (Städtische Bühnen) und Hamburg (Kammerspiele, Junges Theater). In der Hansestadt blieb Gersum auch zuletzt ansässig.
Seit den ausgehenden 50er Jahren sah man Gersum auch in Fernsehproduktionen. Er wirkte als Gast in einer Fülle von Serien und mehreren ambitionierten Einzelproduktionen – zumeist Fernsehspiele mit zeithistorischem Hintergrund – mit. Wolf von Gersums markante und strenge Erscheinung prädestinierten ihn für Herren von Welt aber auch für Ärzte, Direktoren und Offiziere aller Arten. Er war beispielsweise Peter Graf Yorck von Wartenburg in einem Stauffenberg-Porträt von 1970, der Major Lejeune in Sir Basil Zaharoff – Makler des Todes und Generalfeldmarschall Paulus in Nationalkomitee ‚Freies Deutschland‘. 1968 wurde Gersum nach Norwegen geholt und spielte an der Seite von Liv Ullmann und Per Oscarsson eine zentrale Rolle in dem historischen Frauendrama Ich heiße An-Magritt. Es sollte seine einzige Kinofilmarbeit bleiben.
Nach 1982 verliert sich Gersums Spur; in dem Fachadressbuch für Bühnen-, Fernseh- und Filmkünstler ‚Kay‘s Deutschland 1985‘ wird sein Name nicht mehr aufgeführt. Wolf von Gersum hatte zwei Söhne. Er verstarb im Mai 1985 und wurde auf dem Friedhof Öjendorf beigesetzt.

## Filmografie
- 1958: Stahlnetz: Sechs unter Verdacht
- 1959: Stahlnetz: Treffpunkt Bahnhof Zoo
- 1960: Madame Sans-Gêne
- 1964: Das Kriminalgericht – Der Fall Calmette
- 1965: Die Kette an deinem Hals
- 1965: Der Fall Hau
- 1965: Das Feuerzeichen
- 1966: Hafenpolizei – Sprung von der Brücke
- 1967: Bürgerkrieg in Rußland
- 1966/1968: Cliff Dexter (zwei Folgen der Serie)
- 1968: Gertrud Stranitzki (eine Folge der Serie)
- 1968: Nationalkomitee 'Freies Deutschland'
- 1968: Ich heiße An-Magritt (Kino)
- 1969: Sir Basil Zaharoff – Makler des Todes
- 1969: Jacques Offenbach – ein Lebensbild
- 1969: Zieh den Stecker raus, das Wasser kocht (Fernsehfilm)
- 1969: Kim Philby war der dritte Mann
- 1970: Claus Graf Stauffenberg
- 1970: Die Kriminalerzählung (eine Folge der Serie)
- 1970: Peenemünde
- 1969/1971: Percy Stuart (zwei Folgen der Serie)
- 1971: Preußen über alles… – Bismarcks deutsche Einigung
- 1971: Tatort – Exklusiv!
- 1972: Wir 13 sind 17 (eine Folge der Serie)
- 1972: Nicht Lob – noch Furcht. Graf Galen, Bischof von Münster
- 1973/1974: Im Auftrag von Madame (zwei Folgen der Serie)
- 1974: Tatort – Nachtfrost
- 1978: Gesucht wird… (eine Folge der Serie)
- 1980: Grenzfälle
- 1982: Kreisbrandmeister Felix Martin (eine Folge der Serie)

## Hörspiele
- 1961: Ken Kaska: Die Tote aus der Themse – Regie: Armas Sten Fühler – Radio Bremen
- 1962: Ken Kaska: Das Fräulein Marohn – Regie: Armas Sten Fühler – Radio Bremen